# Тунгор
Тунгор (рос. Тунгор) — село у Охінському міському окрузі Сахалінської області Російської Федерації.
Населення становить 696 осіб (2013).

## Історія
Від 1925 року належить до Охінського міського округу Сахалінської області.

## Населення
| 1970 | 1979  | 1989  | 2002  | 2010 | 2013 |
| ---- | ----- | ----- | ----- | ---- | ---- |
| 3213 | ↗3223 | ↘3005 | ↘1405 | ↘782 | ↘696 |